# كوكي كازاما
كوكي كازاما (باليابانية: 風間 宏希) (مواليد 19 يونيو 1991)، هو لاعب كرة قدم ياباني سابق كان يلعب كلاعب وسط.

## وصلات خارجية
- كوكي كازاما على موقع رابطة كرة القدم اليابانية للمحترفين (اليابانية)
- كوكي كازاما على موقع قاعدة بيانات كرة القدم.إي يو (الإنجليزية)
- كوكي كازاما على موقع Soccerway.com (الإنجليزية)
- كوكي كازاما على موقع عالم كرة القدم.نت (الإنجليزية)
- كوكي كازاما على موقع كووورة